# Germán García
Germán Leopoldo García (Junín, 25 dicembre 1944 – Buenos Aires, 26 dicembre 2018) è stato uno scrittore e psicoanalista argentino.

## Biografia
Nacque nella città di Junin nel 1944, trasferendosi nel 1961 a Buenos Aires. Nel 1968 pubblicò, con la casa editrice Jorge Álvarez, Nanina, il suo primo romanzo. Le prime due edizioni vennero tutte vendute, ma il libro venne successivamente proibito dalla dittatura militare di Juan Carlos Onganía.
Fece parte del comitato direttivo della rivista Los Libros. Nel 1973 fondò la rivista Literal insieme a Osvaldo Lamborghini e Luis Gusmán. Da giugno a dicembre dello stesso anno fu membro del gruppo di consulenti di Leónidas Lamborghini alla Secretaría de Cultura di La Plata (Ministero dell’istruzione della Provincia di Buenos Aires). Nel 1974 fece parte del gruppo che accompagnò Oscar Masotta alla fondazione della Escuela Freudiana de Buenos Aires. 
Nel 1979 si stabilì a Barcellona, in Spagna, dove proseguì il lavoro iniziato da Masotta, scomparso nello stesso anno. Qui García fece parte della direzione della Escuela de Psicoanalisis de Barcelona, divenendo direttore della rivista Sinthoma.
Tornò a Buenos Aires nel 1985 dove creò la Biblioteca Internazionale di Psicoanalisi (BIP) e la rivista Descartes. Nel 1992 la BIP e altre istituzioni vennero sciolte per creare la Escuela de la Orientación Lacaniana (EOL). Nello stesso anno, Germán García creò la Fundación Descartes insieme al Centro Descartes (associato all'Instituto de Campo Freudiano).
Dagli inizi della Fundación Descartes, fu uno dei protagonisti nell'insegnamento. Fu, inoltre, presidente del Consiglio della EOL, e presidente del Consiglio editore della Revista Lacaniana de Psicoanálisis. Dal 1992, fu psicoanalista membro della Escuela de Orientación Lacaniana (AME) e dell'Associazione Mondiale di Psicoanalisi (AMP). Infine, fu co-fondatore dell’Instituto Oscar Masotta e membro della Sociedad Argentina de Escritores.
Nel 2003 vinse la Guggenheim Fellowship a seguito di una ricerca pubblicata con il titolo El psicoanálisis y los debates culturales (Paidós).
Nel 2007 ricevette il riconoscimento “benemerito della cultura” conferita dalla Legislatura de la Ciudad de Buenos Aires. Nel 2008, gli fu concessa la cittadinanza onorifica del Comune de la città di Jujuy e nel 2009 da parte del Comune della città storica di San Miguel de Tucumán. 
Nel 2011 la Biblioteca Nacional de la República Argentina pubblicò una versione in facsimile della Revista Literal completa, a cura di Juan José Mendoza.
Nel 2014 ricevette dall'Universidad Nacional de Córdoba una laurea honoris causa dell’Universidad, mentre nel 2017 ricevette una laurea honoris causa dell'Universidad Nacional de San Martín.
Morì il 26 dicembre 2018 nella città di Buenos Aires, il giorno dopo aver compiuto 74 anni.

## Altri onorificenze, premi e riconoscimenti
Nel 2016 vinse il premio Heterónimos de Ensayo.
Dal 2012 al 2013 fu membro della giuria del sistema di promozione della produzione letteraria nazionale del Fondo Nacional de las Artes.
Fu anche membro della giuria del Concorso, Premios Especiales “Eduardo Mallea” e “Ricardo Rojas”, Ministero della Cultura del Governo della città di Buenos Aires (biennio 2007/2009 e 2009/2011).
Dal 2009 fu membro del Consiglio editore della rivista indicizzata nel Latindex (Caycit-Conicet) Exordio. El psicoanálisis en la cultura. Centro de Investigación y Estudios Clínicos (CIEC). Cizalla ediciones, Córdoba. Régimen de Fomento. 
Dal 2007 fu membro della commissione di arbitrato della Rivista Universitaria de Psicoanálisis, pubblicazione con riferimento dalla Facoltà di Psicologia dell'Università di Buenos Aires e membro del Comitato Scientifico del Encuentro Argentino de Historia de la Psiquiatría, la Psicología y el Psicoanálisis. 
Dal 2004 fu membro del Comitato Scientifico Accademico della rivista Estudios del Centro de Estudios Avanzados dell’Università Nazionale di Córdoba. Direttore Héctor Schmucler.
Il 27 novembre 2004 ricevette il premio Recorrido Dorado “Fundación Ángel Peco” consegnato dalla Sociedad de Distribuidores de Diarios, Revistas y Afines a chi si distingue nella sua attività.
Nel 1991 fu insignito con il primo diploma d’onore della Biblioteca del Campo Freudiano di Barcellona (Sezione di Catalunya della Scuola Europea di Psicoanalisi). 
Nel 1969 García vinse il primo premio letterario della Secretaría de Cultura di Junín, provincia di Buenos Aires.

## Opere

### Romanzi
- 1968 - Nanina. Editorial Jorge Álvarez, Buenos Aires. (1985) 2ª ed., Buenos Aires: Editorial Larumbe; (2012) 3ª ed., Buenos Aires: Fondo de Cultura Económica.
- 1969 - Cancha Rayada. Editorial Jorge Álvarez, Buenos Aires. (2014) 2º edizione, Buenos Aires: Otium Ediciones.
- 1975 - La Vía Regia. Editorial Corregidor, Buenos Aires.
- 1983 - Perdido. Editorial Montesinos, Barcellona (Spagna).
- 1999 - Parte de la fuga. Ediciones de la Flor, Buenos Aires.
- 2004 - La fortuna. Ediciones de la Flor, Buenos Aires.
- 2016 - Miserere. Editorial Mansalva, Buenos Aires.

### Saggi
- 1969 - Hablan de Macedonio Fernández. Germán García, Carlos Pérez Editor, Buenos Aires, 1969. 2ª ed., Atuel, Bs. As., 1996.
- 1974 - Saber de la Gradiva en Freud. Editorial Noe, Buenos Aires.
- 1975 - Macedonio Fernández, la escritura en objeto. Siglo XXI, Buenos Aires, 1975; 2ºed, Adriana Hidalgo Editora, Bs. As., 2000.
- 1978 - La otra psicopatología. Hachette, Buenos Aires.
- 1978 - La entrada del psicoanálisis en la Argentina. Editorial Altazor, Buenos Aires; 2ª ed., Editorial Catálogos, Bs. As., 2005
- 1980 - Oscar Masotta y el psicoanálisis en castellano. Argonauta, Barcelona; 2ª ed. Puntosur, Bs. As., 1991. 3ª ed., Santiago Arcos, Buenos Aires, 2017.
- 1980 - Psicoanálisis. Una política del síntoma. Editorial Alcrudo, Zaragoza (Spagna).
- 1983 - Psicoanálisis dicho de otra manera. Pre-textos, Valencia (Spagna).
- 1990 - Formación, clínica y ética. Editorial Catálogos, Buenos Aires.
- 1992 - Oscar Masotta, los ecos de un nombre. Editorial Eolia, Barcellona (Spagna).
- 1992 - Gombrowicz, el estilo y la heráldica. Editorial Atuel, Buenos Aires.
- 2000 - D’Escolar (ensayos sobre psicoanálisis). Editorial Atuel, Buenos Aires.
- 2003 - La virtud indicativa. Psicoanálisis y literatura. Colección Diva, Buenos Aires.
- 2003 - Fuego Amigo. Cuando escribí sobre Osvaldo Lamborghini. Grama ediciones, Buenos Aires.
- 2005 - El psicoanálisis y los debates culturales. Editorial Paidós, Buenos Aires.
- 2007 - Fundamentos de la clínica analítica. Otium Ediciones, San Miguel de Tucumán.
- 2009 - En torno a las identificaciones. Otium Ediciones, San Miguel de Tucumán.
- 2011 - Variaciones sobre psicosis. Otium Ediciones, San Miguel de Tucumán.
- 2011 - Para otra cosa. El psicoanálisis entre las vanguardias. Liber Editores, Buenos Aires. 2º ed., Otium Ediciones, Buenos Aires, 2019.
- 2014 - Diversiones psicoanalíticas. Otium Ediciones, Buenos Aires.
- 2015 - Derivas analíticas del siglo. Ensayos y errores. UNSAM, Buenos Aires.
- 2018 - Informes para el psicoanálisis. Una salida. Otium Ediciones, Buenos Aires.